# Стенга
Стенга (на нидерландски: steng букв. – прът, щанга) е част от корабния рангоут и се нарича удължението на мачтата на ветроходен плавателен съд.
Стенгите се присъединяват към топа на долната мачта с помощта на стен-езелхофтите, опирайки се на шлагтове, лежащи върху салингите на марсовете. Стенгите се опъват от стен-ванти, стен-фордуни, стен-щагове и стен-бакщагове.
В зависимост от вида на мачтата има фок-стенга (стенга на фокмачтата), грот-стенга (стенга на гротмачтата) и т.н.
Стенгите се използват за закрепване на рангоута, носещ ветрилното въоръжение (гафели, реи), сигнални фалове и корабните светлини.